# George Laurer
George Joseph Laurer (23 septembre 1925 à New York - 5 décembre 2019 à Wendell) est un ingénieur américain qui a principalement travaillé chez IBM. Il est surtout connu pour la création de standards de code-barres dans les années 1970.

## Biographie
Laurer combat pour son pays durant la Seconde Guerre mondiale et, une fois démobilisé, entame des études universitaires. Il obtient son diplôme d'ingénieur électricien à l'Université du Maryland en 1951.

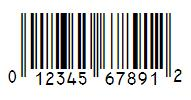
Code UPC: l'invention de George J. Laurer

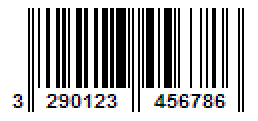
Code EAN 13

Il est alors engagé par IBM et, en 1969, il se voit attribuer la tâche de créer un code et un symbole d'identification des produits pour le Uniform Grocery Product Code Council, organisme représentant plusieurs importants épiciers américains.
Sa solution, l'Universal Product Code (abrégé en UPC, que l'on traduit en français par code universel des produits), change radicalement le monde de la distribution.
Il a ensuite amélioré le code en lui ajoutant un 13e caractère, créant ainsi le Code-barres EAN, qui est devenu le standard mondial.
Il reçoit en 1976 la récompense d'« inventeur de l'année » de Raleigh en Caroline du Nord.
Laurer a pris sa retraite en 1987. Il détient 25 brevets et est inscrit au tableau d'honneur de l'Université A. James Clark School of Engineering.
Il vivait à Wendell en Caroline du Nord.